# 피에르 피뇨 드 베엔
피에르 조제프 조르주 피뇨(프랑스어: Pierre Joseph Georges Pigneau, 베트남식 이름: 바다록(Bá Đa Lộc) 1741년 11월 2일 - 1799년 10월 9일)는 프랑스의 가톨릭 선교사이다. 피뇨 드 베엔(Pigneau de Behaine)으로도 알려져 있다. 훗날 베트남 응우옌푹가의 절롱을 보좌했다.

## 생애
엔주의 오리니-앙-티에라슈에서 태어났다. 파리 외방전교회 신학교를 졸업하고 1765년 파리 외방전교회 선교사로 코친차이나의 하띠엔주(Hà Tiên, 현재 끼엔장 성 하띠엔)에 부임한다.
1769년에 박해를 피해 임시로 인도의 퐁디셰리에 가서 아도란 주교에 임명된다. 1775년 하띠엔으로 돌아가 터이선의 난으로 망명된 응우옌푹아인(Nguyễn Phúc Ánh)과 만나 적극적으로 그를 도운다.
1787년 응우옌푹아인의 아들 응우옌푹까인(Nguyễn Phúc Cảnh)과 함께 프랑스로 귀국한다. 루이 16세를 만나 프랑스와 베트남 동맹을 맺기 위해 노력한다. 그 내용은 4척의 호위함과 1,650명의 군대를 파견하고 대신 꼰다오섬과 다낭의 양도와 프랑스의 독점권을 인정하는 것이었다. 그러나 이 원정군의 편성은 인도 주재 콘웨이 미군 사령관의 반대로 실현되지 못했다. 그래서 피뇨는 무기와 의용군을 모집하여 1789년 코친차이나로 돌아가서 터이선과 싸웠지만, 서산당의 거점인 꾸이년을 공격하는 동안 붙잡혔다. 더위와 피로로 쇠약해져 이질에 걸린 그는 58세의 나이로 사망한다. 그의 시신은 군령을 가지고 맞이했고, 응우옌 푹 아인이 조사를 읽었다. 사이공에 있던 피뇨의 무덤은 1983년에 베트남 정부에 의해 철거되었고, 시신은 화장을 해서 프랑스로 보내졌다. 현재 파리 외방전교회에 유골이 안치되어 있다.
동행한 프랑스인들은 응우옌푹아인에게 유럽식 군사 기술을 가르치는 데 공헌했다. 피뇨 주교는 프랑스와 베트남의 정치적 관계를 구축한 인물이었다. 이를 계기로 인도에서 영국에 패배한 프랑스는 베트남 진출의 발판을 마련할 수 있게 되었다.

## 저서
그의 사후에 안남어의 라틴어 사전이 유고작으로 제작하여 출판되었다.
- Dictionarium Anamitico-Latinum, 1772.

## 같이 보기
- 베트남-프랑스 관계